# Saint-Agnant
 Saint-Agnant  es una población y comuna francesa, situada en la región de Poitou-Charentes, departamento de Charente Marítimo, en el distrito de Rochefort y cantón de Saint-Agnant.

## Demografía
| 1182 | 1205 | 1346 | 1594 | 1830 | 2083 |
| Para los censos de 1962 a 1999 la población legal corresponde a la población sin duplicidades (Fuente: INSEE [Consultar]) |      |      |      |      |      |